# قائمة أجرام الفهرس العام الجديد

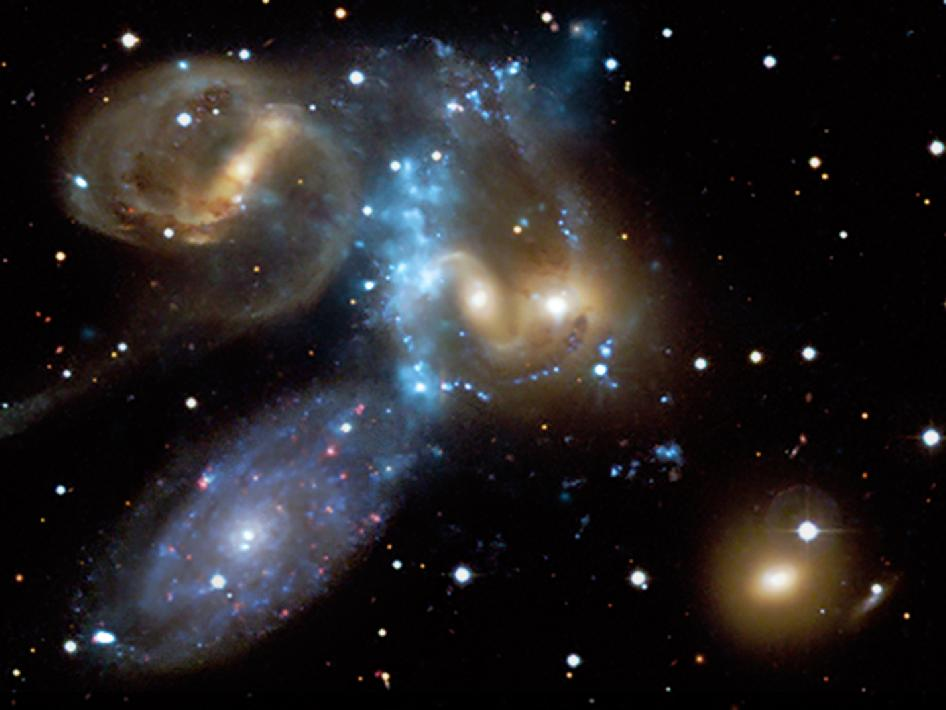
خماسية ستيفان ، تجمع مجرات يبعد عنا نحو 280 مليون سنة ضوئية، وترى أشعة سينية (أزرق) في هالات بين المجرات NASA/CXC/CfA/E.

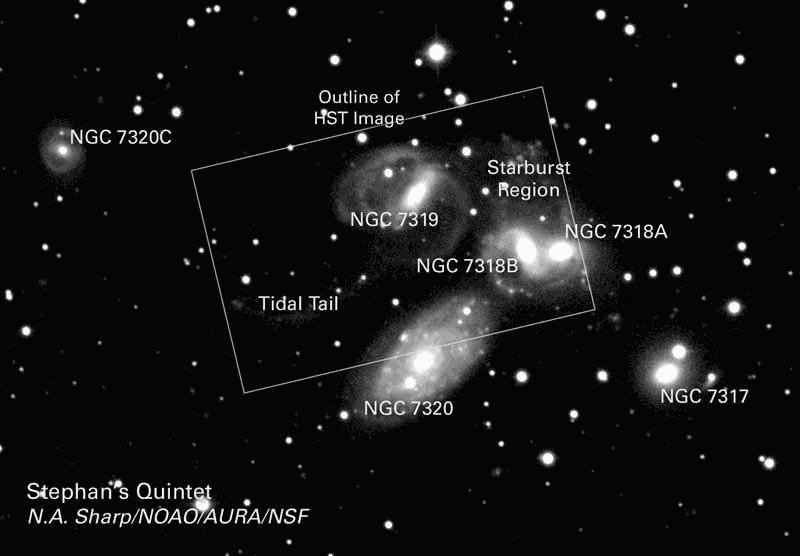
خماسية ستيفان وأرقام مجراتها طبقا للفهرس العام الجديد NGC

يحتوي الفهرس العام الجديد في الفلك (بالإنجليزية: New General Catalogue، يُختصر إلى NGC)‏ على 7840 جرم سماوي ، وهو فهرس فلكي يجدول التجمعات النجمية و السدم و المجرات المعروفة . والفهرس العام الجديد يخلف فهرس مسييه الذي دونه الفلكي الفرنسي شارل مسييه أواسط القرن الثامن عشر ، والذي قيد فيه 110 من تلك الأجرام السماوية التي كانت معروفة أو اكتشفت في زمنه بعد اختراع التلسكوب الذي أتاح لنا رؤية أجرام سماوية لا يمكن رؤية الغالبية منها بالعين المجردة .
ويسجل الفهرس العام الجديد مجموع 7840 من تلك الأجرام السماوية الكبيرة، من تجمعات نجمية و سدم ومجرات في قوائم تحوي كل منها 1000 من تلك الأجرام .
- قائمة أجرام إن جي سي (1–1000)
- قائمة أجرام إن جي سي (1000–1999)
- قائمة أجرام إن جي سي (2000–2999)
- قائمة أجرام إن جي سي (3001–4000)
- قائمة أجرام إن جي سي (4001–5000)
- قائمة أجرام إن جي سي (5001–6000)
- قائمة أجرام إن جي سي (6001–7000)
- قائمة أجرام إن جي سي (7001–7840)

## وصلات خارجية
- List of NGC objects @ SEDS
- List of NGC objects @ The Electronic Sky